# Sankt Martin, Südliche Weinstrasse
Sankt Martin är en kommun och ort i Landkreis Südliche Weinstraße i förbundslandet Rheinland-Pfalz i Tyskland.
Kommunen ingår i kommunalförbundet Verbandsgemeinde Maikammer tillsammans med ytterligare två kommuner.